# Geesterense Molenbeek
De Geesterense Molenbeek is een beek die stroomt door de regio Twente in Overijssel. Deze beek ontstaat door de samenvloeiing van de Elsenbeek en de Mosbeek. En hij eindigt in de Broekbeek die via een aantal andere diverse waterlopen uiteindelijk uitkomt in de Regge. Aan deze beek lagen vroeger de Watermolen De Vermolen en de Naerre Molen.